# Успение Богородично (Лешочки манастир)
Вижте пояснителната страница за други значения на Успение Богородично.
„Успение Богородично“ или „Света Богородица“ (на македонска литературна норма: „Успение Богородично“) е възрожденска църква в Лешочкия манастир, Северна Македония, част от Тетовско-Гостиварската епархия на Македонската православна църква – Охридска архиепископия.
Църквата е спомената за пръв път в 1326 година, когато е дарена на манастира „Света Богородица Левишка“ в Призрен. В църквата има надпис, че е изградена в 1641 година при Никанор, владика Скопски и Положки. Строежът е завършен в 1646 година. По-късно става метох на Лешочкия манастир „Свети Атанасий“. В 1818 година в храма, който след запускането на „Свети Атанасий“ вече е католикон на манастира, се установява Кирил Пейчинович, който развива тук активна духовна и просветна дейност и след смъртта си в 1845 година е погребан до църквата.
В архитектурно отношение е триконхален храм, като конхите отвън са тристранни. На западната страна по-късно е дозидан нартекс.
Живописта в храма е три слоя. Най-старият е от периода преди 1326 година, следващият е от времето на обновата при епископ Никанор в 1641 година и третият е възрождениски – от 1879 година, дело на галичкия зограф Михаил Гюрчинов, подписал се „Михаiлъ Зѡграфъ Zюрчиновъ Галичникъ“.
Владишкият трон е дело на дебърски резбари от рода Максимовци от Битуше.